# Systenoplacis vandami
Systenoplacis vandami là một loài nhện trong họ Zodariidae.
Loài này thuộc chi Systenoplacis. Systenoplacis vandami được J. Hewitt miêu tả năm 1916.